# Leskowiec

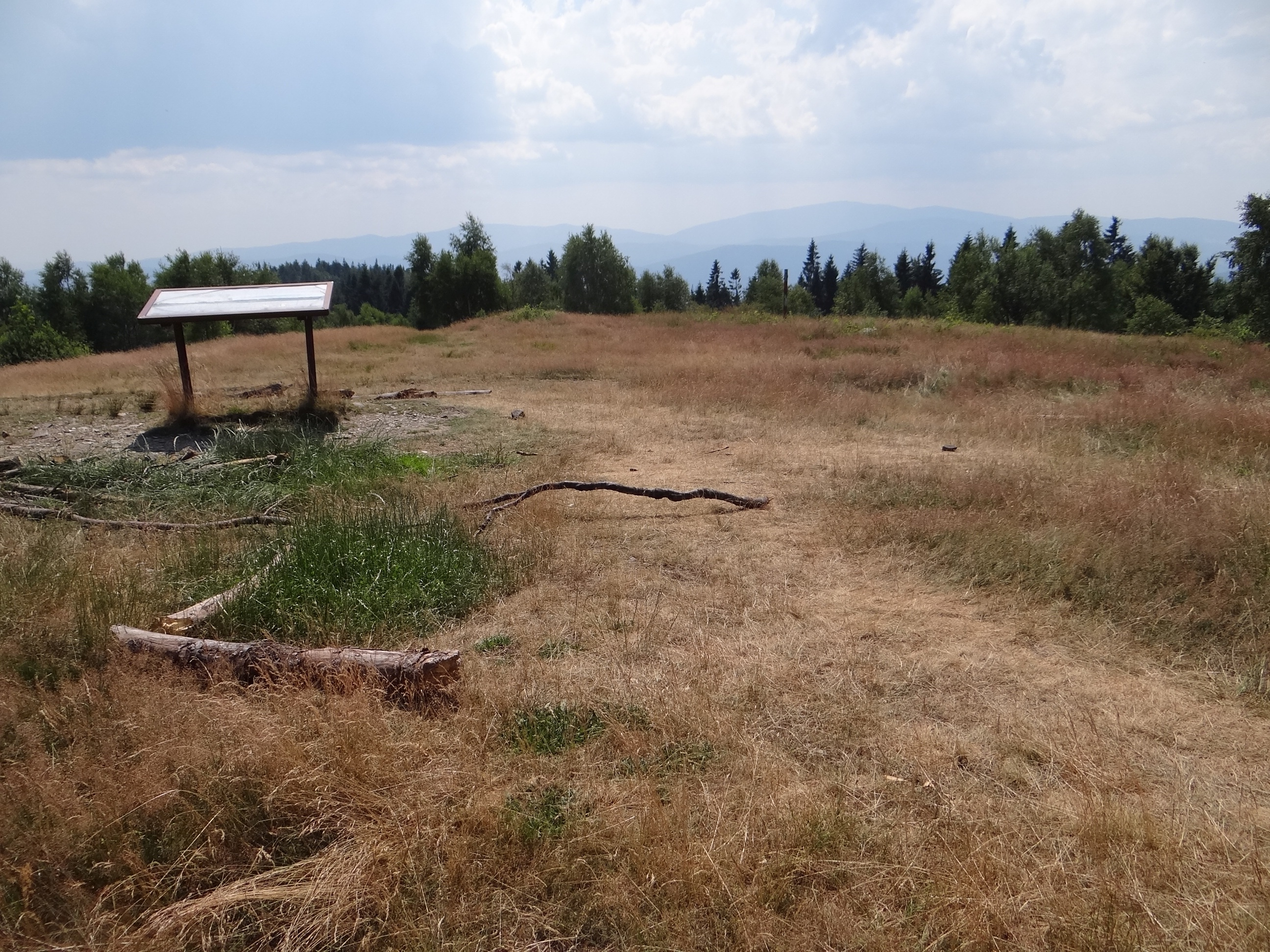
Polana na Leskowcu

Leskowiec (922 m) – szczyt we wschodniej części Beskidu Małego, w Paśmie Łamanej Skały.

## Topografia i opis szczytu
Znajduje się w głównym grzbiecie tego pasma, między Groniem Jana Pawła II (890 m), oddzielony od niego płytką Przełęczą Midowicza, a Górą Potrójną (847 m), oddzielony od niej przełęczą Beskidek (805 m). W południowym kierunku do miejscowości Targoszów odchodzi od niego grzbiet Garncarza, po zachodniej stronie potoku Targoszówka. Północne stoki Leskowca opadają do miejscowości Rzyki. Spływają z nich źródłowe cieki potoku Rzyczanka.
Leskowiec jest niemal całkowicie porośnięty lasem. Charakterystyczne dla lasu w górnych partiach Leskowca są karłowate, poskręcane buki, których liczne egzemplarze oglądać można przy szlaku prowadzącym od schroniska PTTK Leskowiec. Tylko na szczycie znajduje się duża polana, będąca pozostałością dawnego pasterstwa. W drugiej połowie lat 80. XX wieku na polanie pod szczytem Leskowca wypasano duże stado owiec, obecnie tradycje pasterskie zapoczątkowane przez Wołochów całkowicie zanikły.
Przez Leskowiec biegnie granica między wsiami Targoszów w powiecie suskim i Rzyki w powiecie wadowickim.

## Nazewnictwo
Nazwa szczytu pozornie wydaje się być polskiego pochodzenia, jednak jest pochodzenia słowacko-czeskiego. W polskich górach jest to jedyna taka nazwa, natomiast na Słowacji i na Morawach jest wiele nazw Leskovec, Lieskovec i Leskovina. W Jesionikach na Morawach jest góra Leskovec znajdująca się w odległości 9 km od miejscowości Jindřichov – w takiej samej odległości od polskiego Andrychowa (na dawnej mapce „Jendrzychów”) znajduje się polski Leskowiec. Po drugiej stronie morawskiego Leskovca znajdują się Góry Złote, a pod Andrychowem jest Złota Góra, na austriackich mapach opisana jako Zlata Gora. Według tradycji Andrychów założyli wychodźcy z Czech lub Moraw, być może pochodzili z Jindřichova i nadali założonej przez siebie osadzie nazwę Jindrzichów, a pobliskim górom takie nazwy, jakie miały góry w ich rodzimych stronach.

## Turystyka i rekreacja
Pierwszy szlak turystyczny w rejonie Leskowca wyznaczył Władysław Midowicz w 1927 roku. Leskowiec był jedną z ulubionych gór Jana Pawła II, który w latach szkolnych był na nim wielokrotnie. Obecnie Leskowiec jest ważnym węzłem szlaków turystycznych i jednym z najlepszych punktów widokowych w Beskidzie Małym. Ze szczytowej polany rozległe widoki na Beskid Żywiecki i Beskid Makowski. Widoki obejmują Babią Górę i Pilsko, Pasmo Policy, Pasmo Jałowieckie i inne. W okolicy szczytu dwie nartostrady. Na pobliskim Groniu Jana Pawła II (dawniej Jaworzyna) znajduje się schronisko PTTK Leskowiec. Gospodarzami schroniska od 1996 roku są Halina i Jan Lizakowie. Ich staraniem obiekt został w ostatnich latach wyremontowany i rozbudowany. Dotrzeć można tu szlakami z Rzyk, Andrychowa, Wadowic, Ponikwi, Kozińca, Świnnej Poręby, Krzeszowa, Targoszowa, a także od strony Przełęczy Kocierskiej.
Szlaki turystyczne
 Mały Szlak Beskidzki na odcinku: Przełęcz Kocierska – Roczenka – Kiczora – przełęcz Skaliste – Potrójna – Łamana Skała – rozdroże pod Smrekowicą – Smrekowica – Góra Potrójna – przełęcz Beskidek – Leskowiec – Przełęcz Władysława Midowicza – Schronisko PTTK Leskowiec
 Gorzeń Górny – Groń Jana Pawła II – Targoszów – Krzeszów.

## Linki zewnętrzne

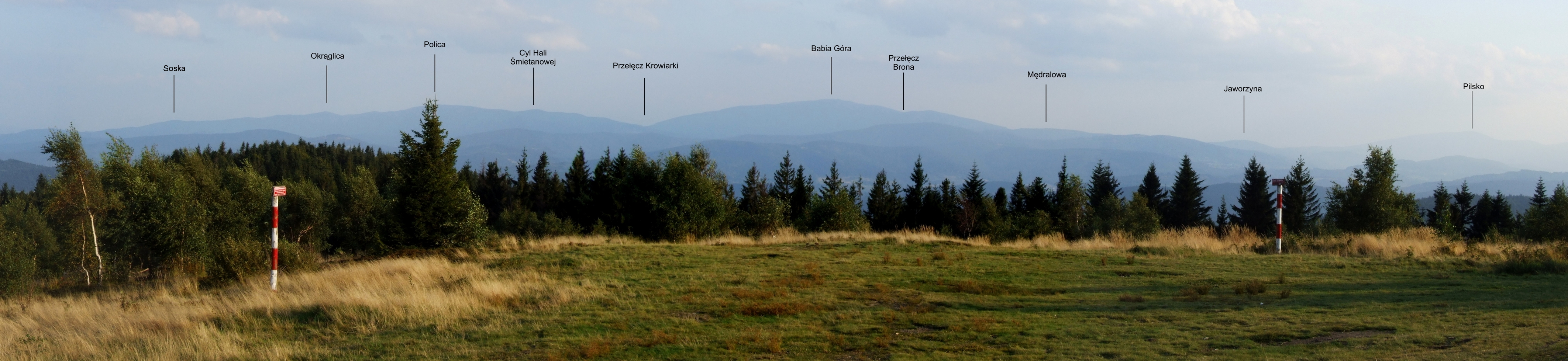
Widok z Leskowca w stronę Babiej Góry
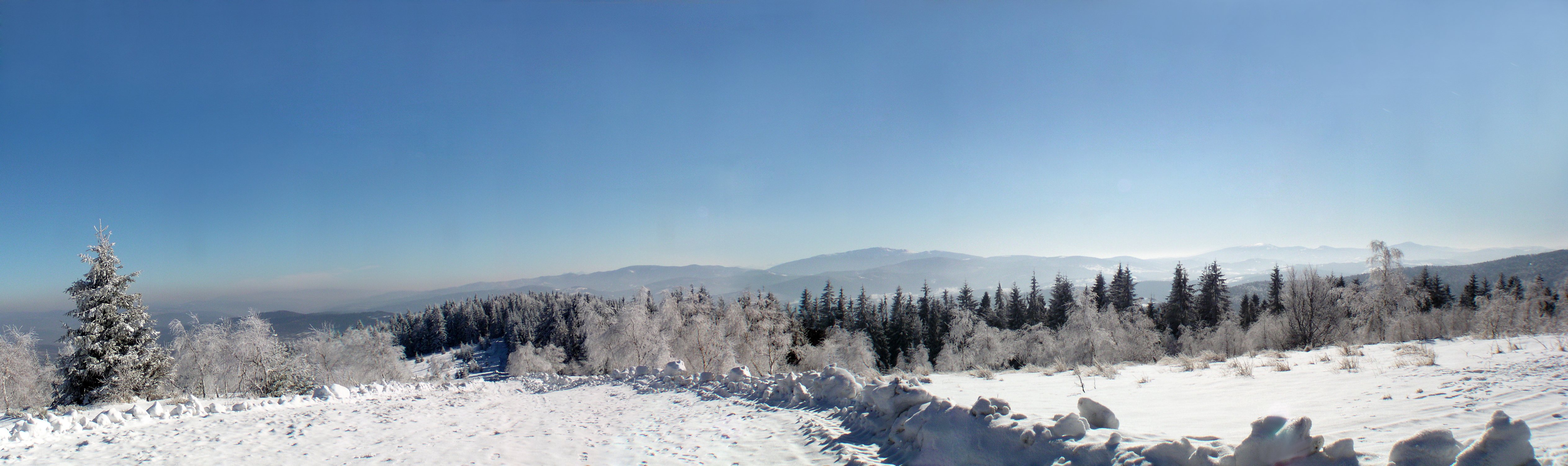
Widok z Leskowca we wrześniu